# Наш учитељ четвртог разреда
„Наш учитељ четвртог разреда” је југословенски ТВ филм из 1985. године. Режирао га је Бранислав Митић а сценарио су написали Филип Давид и Вељко Петровић.

## Улоге
| Глумац                | Улога            |
| --------------------- | ---------------- |
| Данило Бата Стојковић | Учитељ           |
| Радован Пајин         | Милутин          |
| Лада Скендер          | Владислава       |
| Тихомир Станић        | Поп Душан        |
| Гордана Каменаровић   |                  |
| Мирјана Гардиновачки  | Наталија         |
| Оља Војводић          |                  |
| Игор Пајин            |                  |
| Желимир Новаковић     |                  |
| Феђа Тапавички        | Феодор Тапавички |
| Хајналка Варади Фипер |                  |
| Александар Ђурић      |                  |
| Игор Живковић         |                  |